# Periscope (videojuego)
Periscope  es un videojuego de disparos arcade electromecánico, simulador de guerra submarina. Dos empresas desarrollaron juegos similares con este nombre. El primero, denominado inicialmente Torpedo Launcher, fue desarrollado por Nakamura Seisakusho Co., Ltd. (que se convertiría en Namco en 1977) y lanzado en Japón en 1965, como el primer juego arcade diseñado por Masaya Nakamura. Sega Enterprises, Ltd. también desarrolló y lanzó Persicope en Japón en 1966, uno de sus primeros videojuegos arcade.
El rediseño de Periscope para un solo jugador realizado por Sega en 1968 popularizó el precio de 25 centavos por partida de los juegos arcade en Estados Unidos. Su sorprendente éxito alentó a Sega a continuar lanzando entre ocho y diez nuevos juegos arcade al año durante los años siguientes. Periscope tuvo muy buenos resultados en lugares que normalmente no habrían alojado máquinas que funcionaban con monedas en aquella época, como centros comerciales y grandes almacenes. El éxito del juego fue decisivo para Sega y la futura Namco, y se ha calificado como punto de inflexión en la industria.

## Mecánica de juego
Periscope es un shooter que simula el ataque de un submarino a buques de guerra. Tiene un fondo que representa el océano, sobre el que se mueven horizontalmente figuras de cartón de barcos sujetas a cadenas. Los jugadores miran a través de un periscopio para dirigir y disparar torpedos, que están representados por líneas de luces de colores y por efectos sonoros electrónicos. En cada partida se dispone de cinco torpedos para lanzarse. En la cabina del modelo original de Nakamura pueden jugar hasta tres jugadores. Sega lo rediseñó en un modelo que admite hasta tres jugadores y otro para un solo jugador.

## Historia
En una entrevista de 1977, Masaya Nakamura, de Nakamura Seisakusho Co., Ltd. (que se convertiría en Namco en 1977), afirmó que Periscope fue la primera máquina recreativa que diseñó. En su página web, Namco indica que el lanzamiento japonés del juego se realizó en 1965. Denominado inicialmente Torpedo Launcher, el juego aparece como Periscope en el número de abril de 1967 de Cash Box, donde Nakamura ofrece asistencia directa para la importación a los distribuidores. Se ha especulado que la versión original de Nakamura pudo ser un modelo personalizado para instalar en las azoteas de los grandes almacenes, un año antes del modelo producido en serie; también se ha especulado con la posibilidad de que se concediera la licencia del juego a Sega; Nakamura declaró que en su día vendió algunos de sus juegos a empresas de la competencia.
Según el antiguo director ejecutivo de Sega, David Rosen, las malas condiciones del mercado estadounidense de fabricación de máquinas a monedas llevaron a la empresa a desarrollar juegos electromecánicos. Su empresa, Rosen Enterprises, acababa de fusionarse con Nihon Goraku Bussan para formar Sega Enterprises, Ltd. el año anterior y ambas contaban con ingenieros en plantilla. Rosen esbozó personalmente un diseño de Periscope y Shikanosuke Ochi fue el responsable de este proyecto en Sega.
Sega lanzó su versión de Periscope en 1966 en una cabina para tres jugadores. Su precio original por jugada, de 30 yenes, duplicaba el de los juegos anteriores. Como el último lanzamiento en el género de los juegos de disparos de torpedos, un segmento con buena acogida en esta industria, Sega lo presentó en diciembre junto a otros juegos de la competencia, como máquinas tragaperras, juegos de carreras y pinball, en la XXIII edición de la London Amusement Trades Exhibition y en la Hotel Equipment Exhibition de París, en octubre de 1967. Fue muy popular en esta feria parisina de escasa asistencia, con ganancias diarias de 500 francos de entonces. En aquella época, el gran tamaño de la cabina de Periscope tenía un coste prohibitivo para la exportación internacional, pero su popularidad entre los distribuidores que acudían a ver el juego impulsó a Sega a desarrollar un modelo más pequeño para el mercado internacional.
Las pruebas de localización de prototipos de Sega de la nueva y más pequeña versión para un jugador de Periscope tuvieron lugar en Asia y Europa y, según Rosen, los distribuidores seguían entusiasmados con su rendimiento. En marzo de 1968, en plena producción y distribución internacional, la cabina de un jugador tenía unas dimensiones de 1,8 m de profundidad y algo más de 1,2 m de ancho, lo que hacía que todavía era más grande y pesada que la mayoría de los arcade de la época. Además, los elevados impuestos establecidos a la exportación por Japón hacía que fuera más caro que la mayoría de los juegos a monedas de la época, ya que costaba a los distribuidores 1295 dólares (equivalentes a unos 10 100 dólares de 2021) por cabina de un solo jugador, mientras que otros juegos solían costar entre 695 y 795 dólares. Los entusiastas distribuidores se quejaron del escaso beneficio general de la costosa aunque popular máquina, por lo que Sega sugirió subir el precio a 25 centavos por partida (equivalente a 2 dólares en 2021). La productora británica de documentales Pathé News grabó imágenes donde sde puede ver el juego en los salones recreativos de Londres en 1968 y 1969.
El éxito de Periscope fue una sorpresa para Sega. Tuvo un buen rendimiento en grandes superficies, como centros comerciales y grandes almacenes, que normalmente no albergaban máquinas recreativas que funcionaran a monedas, pero fueron los lugares preferidos debido al tamaño de la máquina y a lo poco práctica que resultaba en puestos callejeros. El juego tuvo éxito en Japón y, posteriormente, en Estados Unidos y Europa. Fue galardonado con el Henry A. Gunther Trophy a la «exhibición más meritoria de equipos que funcionan a monedas» en el Parks Show de 1968. En diciembre de 1968, el distribuidor estadounidense de máquinas recreativas Banner Specialty se refirió a Periscope como «la mejor máquina de hacer dinero en 51 años». En marzo de 1969, David Rosen dijo que el juego «podría convertirse en el arcade más rentable de la década». A raíz del éxito de Periscope, Sega desarrolló y exportó entre ocho y diez juegos al año durante los dos años siguientes. Un anuncio impreso de 1970 para Jet Rocket decía que Sega había «desarrollado los juegos más rentables de la década», haciendo mención a Periscope, Missile, Combat y Grand Prix.

## Legado

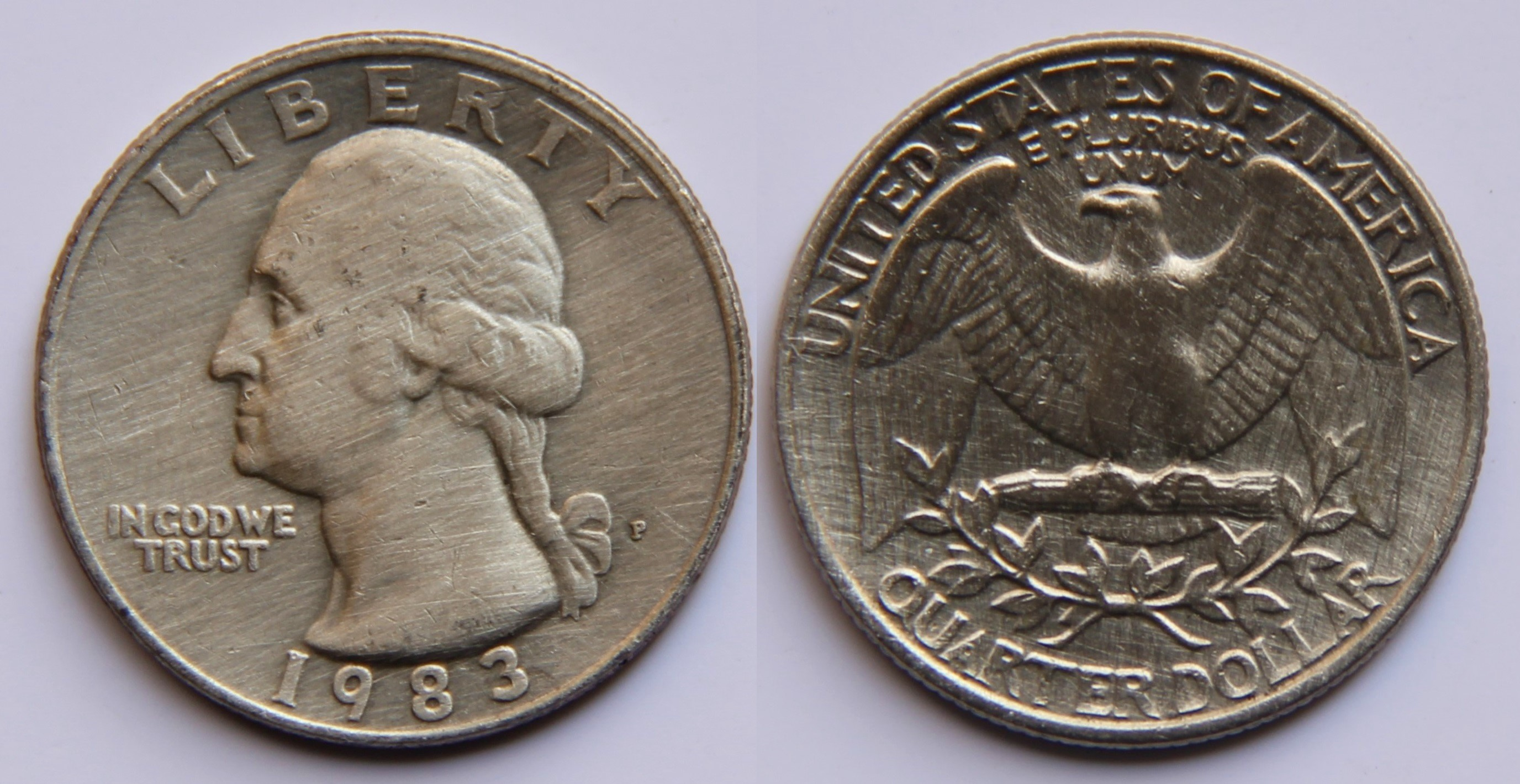
Moneda de 25 centavos de Estados Unidos

El éxito del juego contribuyó a establecer la norma de una moneda de un cuarto de dólar por partida para los juegos premium, que se convirtió en el estándar del mercado estadounidense para todos los arcade desde entonces. Según Rosen, «si hablas con los veteranos del sector, te dirán que Periscope fue un punto de inflexión en la industria» y que Periscope le demostró a Sega que «podía diseñar juegos aceptables» e impulsó la actividad de la empresa de desarrollar y exportar juegos originales, incluso a Estados Unidos. Sega adaptó su desarrollo posterior de juegos a la última tecnología, como explicó Rosen: «Hacíamos muchas cosas que no se habían hecho antes, como añadir sonido y efectos especiales». El éxito del juego provocó la competencia de los fabricantes tradicionales de máquinas recreativas con sede en Chicago y llevó a los distribuidores estadounidenses a Japón en busca de nuevos juegos arcade, lo que a su vez fomentó una mayor competencia por parte de los fabricantes estadounidenses.
Periscope reactivó el negocio de los juegos innovadores en los salones recreativos, estableciendo una categoría de juegos «realistas» o «audiovisuales», que utilizaban efectos especiales avanzados para proporcionar experiencias de simulación. Catalizó el «renacimiento de las novedades», con el lanzamiento de una gran variedad de juegos novedosos o especializados a finales de los años 1960, muchos de ellos a un precio de 0,25 dólares por partida. En particular, representó la tendencia de los juegos de lanzamiento de misiles entre finales de los años 1960 y la década de 1970, seguidos por juegos electromecánicos como Missile (1969) de Sega y juegos se simulación de Midway Games como Sea Raider (1969) y Sea Devil (1970).
El «renacimiento tecnológico» de los juegos de novedades audiovisuales que siguió a Periscope en los salones recreativos proporcionó un entorno propicio para la introducción de los videojuegos arcade a principios de la década de 1970. Su diseño de cabina con visor periscópico fue adoptado posteriormente por varios arcade, como Sea Wolf (1976) de Midway y Battlezone (1980) de Atari. Ochi se convirtió en director de tecnología de Sega para SubRoc-3D (1982), el primer videojuego comercial en 3D estereoscópico.
Retrospectivamente, Ken Horowitz elogió las impresionantes características de este juego: «Grande, voluminoso y ruidoso, era un espectáculo asombroso contemplarlo por primera vez. Periscope atrajo mucho la atención de los clientes, pero también causó sensación entre los distribuidores, y supuso un éxito increíble para Sega». Según Eddie Adlum, editor de RePlay, «la gente entraba en los salones recreativos solo para jugar a ese juego. Diría que, en mi época, Periscope fue una de las grandes máquinas recreativas con más éxito». Horowitz resumió: «Puede que no se hable mucho de ello hoy en día, pero la mayoría de los fans de Sega conocen Periscope y el papel que desempeñó en la historia de Sega». Luke Plunkett, de Kotaku, afirmó que este juego «puso a Sega en la senda de los juegos arcade electrónicos en la que todavía se encuentra hoy».